# Научно-исследовательский институт
Нау́чно-иссле́довательский институ́т (НИИ, ГНИИ) — государственное учреждение, специально созданное для организации научных исследований и проведения опытно-конструкторских разработок.

## Предыстория
Если исходить только из критерия «коллективно организованного труда специалистов», то исторически первыми прообразами НИИ были Дома знаний древнего Вавилона и Египта. Храмы, в которых располагались крупнейшие хранилища табличек и папирусов, содержимое которых не только преподавалось, но изучалось и дополнялось учёными людьми, становились «храмами науки» в прямом смысле слова. Астрономия и медицина были (и оставались вплоть до эпохи арабской гегемонии в научных исследованиях) крупнейшими, но не единственными областями организованных научных исследований. Продуктом научного труда этих центров были достаточно обширные энциклопедии, в которых систематизировались знания и наблюдения в других областях естествознания.
Если применительно к древнему Египту и Вавилону у учёных нет однозначного мнения относительно технической оснащённости астрономических наблюдений, то применительно к арабскому миру новой эры имеется достаточно много артефактов. Наиболее ранним из этих учреждений является Багдадская обсерватория IX века, построенная в период правления халифа Аль-Мамуна. Известны также Марагинская обсерватория XIII века, обсерватория Улугбека в Самарканде XV века, Стамбульская обсерватория Таки аль-Дина XVI века и др.
Заметным событием в истории европейской науки Нового времени стала постройка «Ураниборга» (заложен в 1576 году), а потом и Стьёрнеборга (заложен ок. 1581, когда Ураниборг оказался непригоден) — обсерваторий, построенных для Тихо Браге
королём Кристианом IV на принадлежавшем тогда Дании острове Вен. Это был ещё и самый дорогостоящий научный проект эпохи: по оценкам, на строительство замка-обсерватории тратилось до 1 % госбюджета страны. В «штате» у Браге предусматривалось несколько помощников (студентов). Однако к 1597 году финансы короля иссякли, Тихо Браге покинул остров — так и не создав устойчивой, преемственно развивающейся научной школы, которая предполагается в основе любого современного научно-исследовательского института. Ураниборг был разрушен вскоре после смерти великого астронома.
Лондонское королевское общество, созданное в 1660 году, и Французская академия наук, созданная в 1666 году, стали важными организационными предпосылками, которые обеспечили, в известной степени, поддержку наиболее гениальных своих представителей. Однако и Ньютон, и Лавуазье были одиночками, и их лаборатории не продолжили своё существование в качестве самостоятельных институтов.
В России указ Петра I от 28 января (8 февраля) 1724 года об учреждении Петербургской академии наук (основанной уже после смерти Петра, последовавшей 27 декабря 1725 года) открывал перспективу смелому проекту, в котором обучение наукам должно было происходить в рамках академии, лучшие из студентов которой могли бы продолжать в ней свои исследования уже как самостоятельные учёные. Однако проект этот несколько опередил эпоху; найти деньги для привлечения в Россию лучших европейских умов уровня Леонарда Эйлера оказалось проще, нежели изыскать русских студентов, способных к пониманию преподаваемого. Для заполнения аудиторий пришлось приглашать из-за рубежа и студентов. После 1730 года, когда на престол вступила Анна Иоанновна, интерес к академии упал, стали разъезжаться и учёные.
Петровская Академия была отнюдь не первым в Европе учреждением, где академическая структура дополнялась обучением и научными исследованиями. Ещё в 1700 году Лейбниц создал Берлинскую академию наук, в структуру которой влились обсерватория (1709), анатомический театр (1717), ботанический сад (1718). В дальнейшем организация лабораторий при университетских кафедрах стала одним из направлений развития сферы НИОКР в Европе.
Основанная в 1925 году Bell Labs — не первый, но один из типичных для США примеров создания исследовательского центра на частнопредпринимательской основе.

## История
Прецедент применения слова «институт» (фр. l’institute) — изначально: установление (в лексике до начала XX века), учреждение — к организации, занимающейся научными исследованиями, был впервые создан во Франции: «Институт Франции» (фр. Institut de France), открытый 25 октября 1795 года, объединил несколько академий, упразднённых Национальным конвентом в 1793 году.
К концу XIX века, по мере дифференциации и интеграции науки, на повестку дня выдвигаются проблемы, решение которых оказывается не по силам учёным-одиночкам, лаборатории и мастерские которых испокон веков лежали в основе инноваций в мировой науке и технике.
Решение этих новых проблем потребовало организации коллективного труда учёных разных специальностей. Собираемые под эгидой института, они берут на себя всестороннюю разработку, каждый в рамках своей узкой специальности, конкретных фундаментальных идей, изначально выдвигаемых крупным учёным соответствующей области знания. Первые прообразы современных НИИ, разрабатывающих фундаментальные проблемы, появились в области естествознания — это, например, французский Институт Пастера (основан 4 июня 1887 года).
Для государства научно-исследовательские и опытно-конструкторские институты и лаборатории стали удобной организационной формой для оказания финансовой поддержки. Например, в 1911 году в Германии с этой целью было создано Общество кайзера Вильгельма, объединявшее научно-исследовательские учреждения страны, лаборатории, поверочно-метрологические станции и т. п.
В России одним из первых «НИИ» в современном смысле стал Опытовый бассейн, созданный в 1900 году и возглавляемый академиком А. Н. Крыловым, который дал не только мощный импульс постановке научно-исследовательских работ в русском кораблестроении, но и образец НИИ военно-промышленного комплекса (ЦНИИ им. академика Крылова и поныне работает в Санкт-Петербурге). Одним из первых образцов научно-исследовательского института гуманитарного направления стал основанный в конце 1905 года в Петербурге Пушкинский Дом.

## Наше время
К середине XX века НИИ стали основной формой организации коллективной научной деятельности в большинстве стран. Необходимость решения сложных междисциплинарных научных задач привела к созданию комплексов НИИ и научных центров. Наиболее сложно и противоречиво, ввиду факторов научной и коммерческой тайны, шло развитие международных НИИ. В 1950—1980-е годы международное научно-техническое сотрудничество на межгосударственной основе наиболее интенсивно развивалось между СССР и другими странами-членами СЭВ. На частнопредпринимательской же основе это сотрудничество развивалось внутри транснациональных корпораций, где «фактор границ» преодолевался «фактором единого собственника» результатов научно-исследовательских и опытно-конструкторских разработок (НИОКР). Крупнейшим международным проектом, выполняемым при совместной государственной поддержке нескольких стран, стал в 1960—1970-е годы «Конкорд».
В СССР научно-исследовательские институты, создаваемые при министерствах, академических, а также при крупнейших учебных заведениях, являлись основной организационной формой обеспечения научного прогресса. Распределение выпускников технических специальностей в НИИ открывало для желающих возможности более быстрой, нежели в вузах, карьеры. Более ощутимым это преимущество было в научно-производственных объединениях (особенно, военно-промышленного комплекса), где облегчалась возможность перехода из «чистой науки» на производство и обратно. Вместе с тем, многие выпускники (в основном, получавшие высшее образование не ради занятия наукой, а из соображений престижа), составляли кадровый балласт, который многим НИИ приходилось держать на протяжении, как минимум, 3 лет — срока, в течение которого распределённый молодой специалист не мог быть уволен.
Аббревиатура «НИИ», с которой начинаются сокращённые названия научно-исследовательских институтов, совпадает по звучанию с частицей «ни», что является основой для множества шуток, основанных на таком созвучии. НИИЧАВО, или научно-исследовательский институт Чародейства и Волшебства — классика жанра братьев Стругацких, в чьих произведениях начала 1960-х годов нашла отражение и созидательная атмосфера советских НИИ эпохи «физиков и лириков», и типичные для этих институтов «издержки», а также знаменитый на весь Советский Союз (но в действительности никогда не существовавший под таким названием) Научно-исследовательский институт химических удобрений и ядохимикатов. В Новосибирском Академгородке существует Арт-Клуб НИИКуДА — Научно-исследовательский институт культурного досуга Академгородка.